# Jerome D. Frank
Jerome David Frank (* 30. Mai 1909; † 14. März 2005) war ein US-amerikanischer Psychologe, Psychiater und Psychotherapieforscher. Er ist vor allem bekannt für sein einflussreiches Buch Persuasion and Healing: A Comparative Study of Psychotherapy, in dem er unter anderem allgemeine Wirkfaktoren der Psychotherapie beschreibt.

## Leben
Jerome D. Frank studierte an der Harvard University, dann ein Jahr beim Gestaltpsychologen Kurt Lewin in Berlin und promovierte 1934 in Psychologie und 1939 in Medizin. 1934–1935 studierte er erneut bei Kurt Lewin, nunmehr an der Cornell University. Ab 1940 absolvierte er seine medizinische Ausbildung an der Johns Hopkins School of Medicine, zunächst unter Adolf Meyer.
Mitte der 1930er Jahre führte er das Soda-Cracker-Experiment durch. Es handelt sich um eines der ersten Experimente zur Gehorsamkeitsbereitschaft, die Stanley Milgram zum bekannten Milgram-Experiment inspirierten. Das Experiment spiegelt den Einfluss des gestalt- und feldtheoretischen Denkens Kurt Lewins wider, den Frank zeitlebens als einen seiner bedeutendsten Lehrer betrachtete. Kurt Lewin wiederum übernahm von J.D. Frank das Konzept der psychologischen Zeitperspektive.
Im Zweiten Weltkrieg wurde er als Militär-Psychiater eingesetzt und war während des Atombombenabwurfs auf Hiroshima auf den Philippinen stationiert.
Seit 1949 gehörte er zum Lehrkörper der Johns Hopkins School of Medicine und begann (unter John C. Whitehorn) psychologische Forschungsmethoden im Bereich der Psychotherapie anzuwenden. Er beschrieb unter anderem die Effekte von Demoralisierung auf Gesundheit und Wohlbefinden amerikanischer Soldaten im Auslandseinsatz. In Zusammenarbeit mit Florence Powdermaker entwickelte er infolge Gruppentherapien für psychische Probleme, bei denen insbesondere Demoralisierung eine Rolle spielt.
1959 wurde er ordentlicher Professor für Psychiatrie an der Johns Hopkins School of Medicine, und war auch noch nach seiner Emeritierung 1974 als Lehrer und Supervisor tätig. Unter anderem war er ein Mentor von Irvin D. Yalom.
Er war maßgeblich beteiligt an Gründung der Organisation Physicians for Social Responsibility (dt.: Ärzte in Sozialer Verantwortung, heute: IPPNW) und sprach sich öffentlich gegen die Verwendung von Kernwaffen, für Menschenrechte sowie eine humanistisch orientierte Medizin aus.
Jerome D. Frank war seit 1948 verheiratet mit Elizabeth „Liza“ Kleeman und hatte vier Kinder.

## Schriften (Auswahl)
- Group Methods in Therapy. Public Affairs Committee, New York 1959.
- Persuasion and Healing. A Comparative Study of Psychotherapy. Johns Hopkins University Press, Baltimore 1961.
  - deutsche Ausgabe: Die Heiler. Wirkungsweisen psychotherapeutischer Beeinflussung. Vom Schamanismus bis zu den modernen Therapien. Klett-Cotta, Stuttgart 1981; 4. Auflage ebenda 1997, ISBN 3-608-91865-5.
- New Threats to Man. The Challenge of Ethics. New York Society for Ethical Culture, New York 1965.
- Sanity and Survival. Psychological Aspects of War and Peace. Random House, New York 1967.
  - deutsche Ausgabe: Muss Krieg sein? Psychologische Aspekte von Krieg und Frieden. VDB, Darmstadt 1969.

## Auszeichnungen
- 1972: Kurt Lewin Memorial Award der Society for the Psychological Study of Social Issues[7]
- 1980: Distinguished Career (Senior) Award der Society for Psychotherapy Research[8]
- 1983: Oskar Pfister Preis der American Psychiatric Association[9]
- 1985: Award for Distinguished Contributions to Psychology in the Public Interest der American Psychological Association[10]